# Slalomeuropamästerskapen i kanotsport 2010
Slalomeuropamästerskapen i kanotsport 2010 anordnades den 13-15 augusti i Bratislava, Slovakien. 

## Medaljsummering

### Medaljtabell
| Pl.    | Nation         | Guld | Silver | Brons | Totalt |
| ------ | -------------- | ---- | ------ | ----- | ------ |
| 1      | Slovakien      | 5    | 2      | 2     | 9      |
| 2      | Tjeckien       | 1    | 2      | 1     | 4      |
| 3      | Polen          | 1    | 2      | 0     | 3      |
| 4      | Slovenien      | 1    | 1      | 2     | 4      |
| 5      | Tyskland       | 1    | 1      | 0     | 2      |
| 6      | Österrike      | 0    | 1      | 0     | 1      |
| 7      | Storbritannien | 0    | 0      | 2     | 2      |
| 7      | Frankrike      | 0    | 0      | 2     | 2      |
| Totalt | Totalt         | 9    | 9      | 9     | 27     |

### Herrar
| Gren    | Guld                                                                                            | Poäng  | Silver | Poäng  | Brons | Poäng  |
| C-1     | Michal Martikán (SVK)                                                                           | 90,06  | Matej Beňuš (SVK)                                                                                             | 92,10  | Alexander Slafkovský (SVK)                                                                                  | 93,89  |
| C-1 lag | Slovakien Michal Martikán Alexander Slafkovský Matej Beňuš                                      | 112,73 | Tjeckien Jan Mašek Michal Jáně Stanislav Ježek                                                                | 116,94 | Frankrike Tony Estanguet Denis Gargaud Chanut Nicolas Peschier                                              | 119,63 |
| C-2     | Slovakien Ladislav Škantár Peter Škantár                                                        | 101,21 | Tjeckien Jaroslav Volf Ondřej Štěpánek                                                                        | 102,38 | Storbritannien David Florence Richard Hounslow                                                              | 103,38 |
| C-2 lag | Tjeckien Tomáš Koplík & Jakub Vrzáň Lukáš Přinda & Jan Havlíček Jaroslav Volf & Ondřej Štěpánek | 124,67 | Polen Paweł Sarna & Dawid Dobrowolski Patryk Brzeziński & Dariusz Chlebek Marcin Pochwała & Piotr Szczepański | 128,34 | Storbritannien Tim Baillie & Etienne Stott David Florence & Richard Hounslow Daniel Goddard & Colin Radmore | 133,13 |
| K-1     | Peter Kauzer (SLO)                                                                              | 87,82  | Jure Meglič (SLO)                                                                                             | 87,97  | Vavřinec Hradilek (CZE)                                                                                     | 89,85  |
| K-1 lag | Polen Dariusz Popiela Mateusz Polaczyk Grzegorz Polaczyk                                        | 108,49 | Tyskland Hannes Aigner Alexander Grimm Sebastian Schubert                                                     | 108,98 | Slovenien Peter Kauzer Dejan Kralj Jure Meglič                                                              | 110,86 |

### Damer
| Gren    | Guld                                                         | Poäng  | Silver                                                     | Poäng  | Brons                                                     | Poäng  |
| C-1     | Katarína Macová (SVK)                                        | 160,13 | Jana Dukátová (SVK)                                        | 170,05 | Caroline Loir (FRA)                                       | 183,29 |
| K-1     | Jana Dukátová (SVK)                                          | 97,59  | Corinna Kuhnle (AUT)                                       | 101,68 | Urša Kragelj (SLO)                                        | 101,99 |
| K-1 lag | Tyskland Melanie Pfeifer Jasmin Schornberg Jennifer Bongardt | 136,20 | Polen Joanna Mędoń Małgorzata Milczarek Natalia Pacierpnik | 137,38 | Slovakien Jana Dukátová Dana Beňušová Gabriela Stacherová | 140,02 |